# Gatecreeper
A Gatecreeper amerikai death metal együttes. 2013-ban alakult Arizonában. Lemezeiket a Relapse Records jelenteti meg.

## Tagok
- Chase Mason - ének (2013-)
- Eric Wagner - gitár (2013-)
- Sean Mears - basszusgitár (2013-)
- Matt Arrebolio - dob (2013-)
- Nate Garrett - gitár (2015-)
- Josh Hall - dob (koncerteken, 2017-)

## Korábbi tagok
- Max Nattsblod - gitár (2013-2015)

## Diszkográfia
- Sonoran Depravation (2016)
- Deserted (2019)
- Dark Superstition (2024)

## Egyéb kiadványok
- Gatecreeper (EP, 2014)
- Gatecreeper/Take Over and Destroy (split lemez, 2015)
- EP + Split Tracks (válogatáslemez, 2016)
- Gatecreeper/Homewrecker/Outer Heaven/Scorched (split, 2016)
- Gatecreeper/Young and in the Way (split, 2016)
- Sweltering Madness (EP, 2017)
- Unleashed in the Middle East (koncertlemez, 2017)
- Gatecreeper/Iron Reagan (split, 2018)
- Contamination Tour 2018 (split, 2018)
- Anxiety (kislemez, 2019)
- Social Decay (kislemez, 2019)
- Exhumed / Gatecreeper (split, 2019)